# 第5装甲師団 (ドイツ国防軍)
第5装甲師団 (5. Panzer-Division) は、第二次世界大戦期のドイツ国防軍陸軍に編成された装甲師団の一つである。
1935年にドイツ国防軍に最初の3個装甲師団が編成された後、第2波として1938年後半に第4装甲師団と同時期に編成された師団で、前述の各師団と共に1939年のポーランド侵攻、1940年のフランス侵攻に参加し、1941年の秋以降は中央軍集団の指揮下で東部戦線での戦いに従事した。1944年のバグラチオン作戦で中央軍集団が壊滅して以降は北方軍集団の指揮下に入りクールラントや東プロイセンなど東部戦線北部での撤退戦を戦った。

## 歴史
第5装甲師団は1938年11月15日に、第1・第2・第3装甲師団に続く国防軍の装甲師団として第4装甲師団とほぼ同時期に編成された。
1939年のポーランド侵攻の際にはポーランド南部への侵攻作戦を担当したが、この時には大規模は戦闘は少なかった。1940年5月のフランス侵攻作戦ではベルギーを経由してフランス北部に侵攻し、フランス降伏までにスペインとの国境付近まで侵攻を続けた。1940年末には他の装甲師団と同様に再編が行われ、第5師団隷下の2個戦車連隊のうち、第15戦車連隊が新編される第11装甲師団の基幹となり第5装甲師団の指揮下を離れた。
1941年初頭には第5装甲師団はルーマニア・ブルガリア方面に派遣され、ユーゴスラビアおよびギリシャへの侵攻に参加した。ギリシャ降伏後、1941年9月頃よりソ連への侵攻作戦に参戦し、モスクワに向かって前進した。1941年12月にはモスクワまで数10kmまで侵攻したがソ連軍の反抗開始により退却を余儀なくされ、41年から42年にかけての冬季期間は守備的戦闘に従事した。
1942年の夏季に実施されたドイツ側の反攻作戦であるブラウ作戦には直接参加せず、中央軍集団指揮下での防御戦闘を続けた。1943年のドイツ側の反攻作戦であるツィタデレ作戦（クルスクの戦い）においても直接的な攻撃作戦ではなく、防御的な戦闘が多かった。クルスク戦以降も撤退戦を続け、1944年のバグラチオン作戦で中央軍集団が壊滅し、第5装甲師団も大きな損害を出した。この後師団は北西方面に後退し北方軍集団の指揮下に入り、クールラントや東プロイセンなど東部戦線北部での撤退戦を戦った。第5装甲師団の一部はドイツ海軍により後方への脱出に成功したが、残存部隊は終戦時までクールラント・サンビア半島・ヘル半島などに分断されソ連軍に包囲されていた。
東部戦線において第5装甲師団はソ連軍司令部からドイツ国防軍の中でも精強な部隊の一つとみなされており、バグラチオン作戦以前には可能な限り第5装甲師団との直接戦闘を避ける指示が出されていた。

## 構成
以下に第5装甲師団の基本的な編成状態を示す。

### 1939年 ポーランド侵攻時
- 第8装甲旅団
  - 第15戦車連隊（フランス侵攻戦後に第11装甲師団（英語版）に改編）
  - 第31戦車連隊

- 第5歩兵旅団
  - 第13歩兵連隊
  - 第14歩兵連隊

- 第8偵察大隊
- 第116砲兵連隊
- 第53戦車駆逐大隊
- 第89工兵大隊
- 第77信号大隊
- 第85補給団

### 1943年 東部戦線
- 第31戦車連隊
- 第13装甲擲弾兵連隊
- 第14装甲擲弾兵連隊
- 第5装甲偵察大隊
- 第116装甲砲兵連隊
- 第53戦車駆逐大隊
- 第288対空大隊
- 第89装甲工兵大隊
- 第77装甲通信大隊
- 第85装甲補給団